# خوسيه أوبدوليو غافيريا
خوسيه أوبدوليو غافيريا فيليز (بالإسبانية: José Obdulio Gaviria Vélez)‏ (لا سيخا، أنتيوكيا، 29 نوفمبر 1952) محامي وسياسي كولومبي. وحاليا عضو مجلس الشيوخ في أنتيوكيا، وعضو في حزب الوسط الديمقراطي. وكان المستشار الرئاسي لألفارو أوريبي فيليز خلال حكومته، يعتبر الاستراتيجى وراء أيديولوجيات الرئيس السابق. تخرج كمحامي من جامعة أوتونوما لاتيناميريكانا وعمل أستاذا فيها، وكذلك في جامعة لوس أندس وجامعة روزاريو. وهو مؤسس «بريميرو كولومبيا» الفكرية التي تهدف إلى تعزيز عقيدة أوريبيسمو. خلال شبابه أسس وتفاعل في الحركة اليسارية «فيرمس». حاليا يشغل منصب سيناتور الجمهورية، ومن خلال هذا المنصب أبدى معارضته القوية لحكومة خوان مانويل سانتوس وكان مناقض قوي لسياسية حزب يو، وأعضاء الكونغرس. وهو أيضا أحد أكبر منتقدي عملية السلام التي تجريها القوات المسلحة الثورية الكولومبية.